# Bucephaloptera ebneri
Bucephaloptera ebneri är en insektsart som beskrevs av Boris Petrovich Uvarov 1927. Bucephaloptera ebneri ingår i släktet Bucephaloptera och familjen vårtbitare. Inga underarter finns listade i Catalogue of Life.